# Дионис

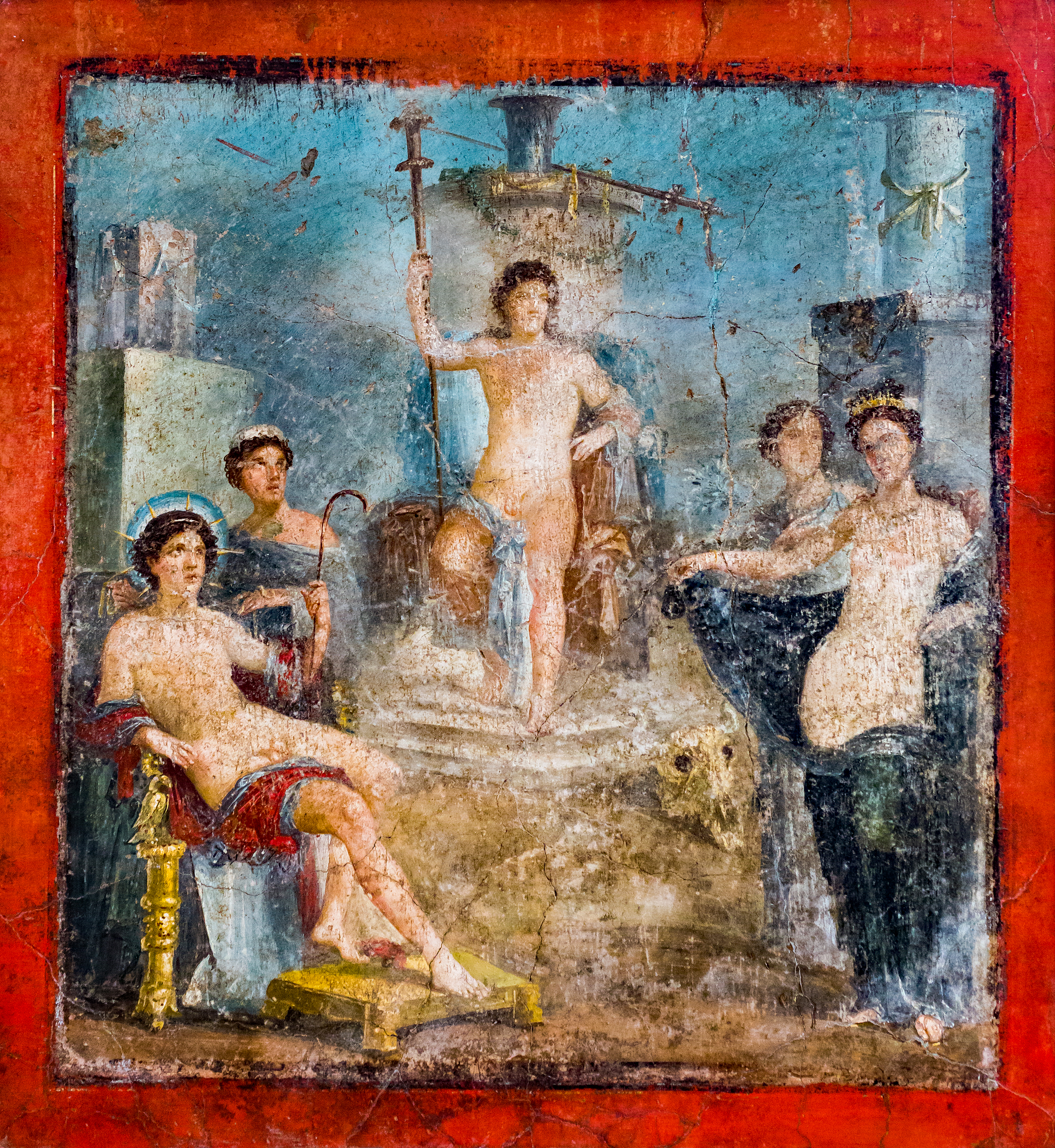
Дионис, сидящий на троне, с Гелиосом, Афродитой и другими богами. Античная фреска из Помпеи

Дио́ни́с (др.-греч. Διόνυσος, Διώνυσος, Δυονισος, микен. di-wo-nu-so-jo, лат. Dionysus), Вакх, Ба́хус (др.-греч. Βάκχος, лат. Bacchus) — младший из олимпийцев, бог растительности, виноградарства, виноделия, производительных сил природы, вдохновения и религиозного экстаза, а также театра в древнегреческой мифологии . Родился из бедра Зевса. Упомянут в «Одиссее» (XXIV, 74).
До открытия Микенской культуры позднейшие исследователи полагали, что Дионис пришёл в Грецию из варварских земель, поскольку его экстатический культ с неистовыми танцами, захватывающей музыкой и неумеренным пьянством казался исследователям чуждым ясному уму и трезвому темпераменту эллинов. Тем не менее ахейские надписи свидетельствуют, что греки знали Диониса ещё до Троянской войны. В Пилосе один из месяцев назывался di-wo-nu-so-jo me-no («месяц Диониса»).
В римской мифологии ему соответствует Либер (лат. Liber).

## Мифы о Дионисе
Согласно речи Котты, приводимой у Цицерона, Дионисов было пять:
- Сын Зевса и Персефоны.
- Сын Нила, убил Нису.
- Сын Кабира, царь Азии, в его честь празднества Сабазии.
- Сын Зевса и Семелы, в его честь Орфические мистерии.
- Сын Ниса и Фионы, учредитель Триетерид.

#### Классическая версия

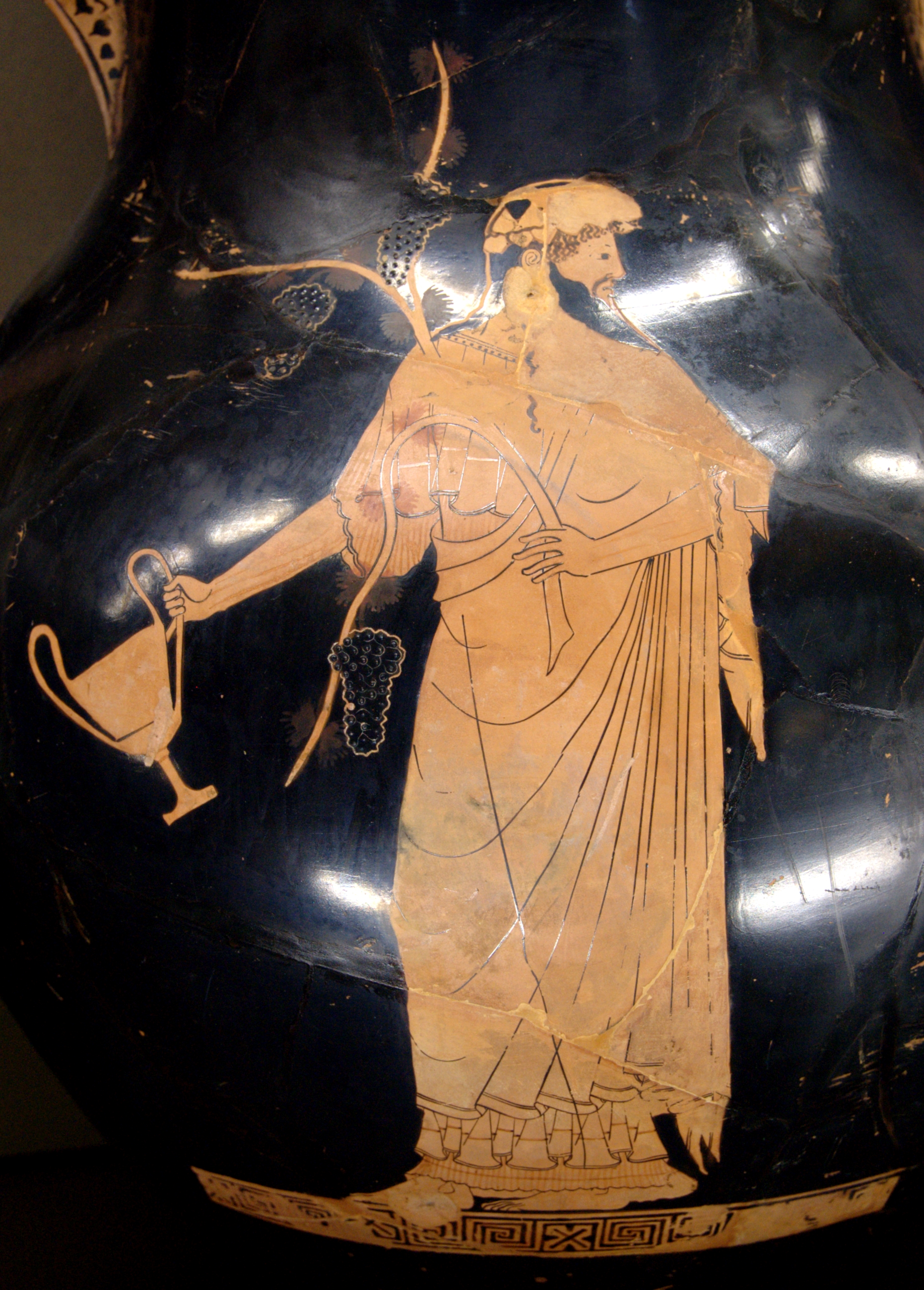
Дионис с канфаром. Амфора работы Берлинского вазописца, Лувр

Традиционно считается, что Дионис был сыном Зевса и Семелы, дочери Кадма и Гармонии. Узнав, что Семела ждёт ребёнка от Зевса, его супруга Гера в гневе решила погубить Семелу и, приняв вид или странницы, или Берои, кормилицы Семелы, внушила ей мысль увидеть своего возлюбленного во всем божественном великолепии. Когда Зевс снова появился у Семелы, та спросила, готов ли он выполнить любое её желание. Зевс поклялся водами Стикса, что выполнит его, а такую клятву боги нарушить не могут. Семела же попросила его обнять её в том виде, в котором он обнимает Геру, и Зевс предстал в пламени молний, опалив Семелу. Зевс был вынужден вырвать у неё из чрева недоношенный плод, который он зашил у себя в бедре и успешно выносил. Таким образом, Дионис был рождён Зевсом из бедра. Когда Зевс мучился родами, Посейдон угостил его тунцом.
Дионис родился шестимесячным и оставшееся время донашивался Зевсом. По версии Диодора Сицилийского, родился на Наксосе и воспитан местными нимфами. По другой версии, родился на склонах горы Дракан на острове Крит. Согласно третьей, его родиной были Фивы в Беотии.

#### Другие версии
Согласно сказанию жителей Брасии (Лаконика), когда Семела родила сына от Зевса, Кадм заключил её в бочку вместе с Дионисом. Бочка была выброшена на землю Брасий, Семела умерла, а Диониса воспитали, его кормилицей стала Ино, воспитав его в пещере.
Согласно ахейскому рассказу, Дионис был воспитан в городе Месатис и здесь подвергся опасностям со стороны титанов.

### Воспитание Диониса

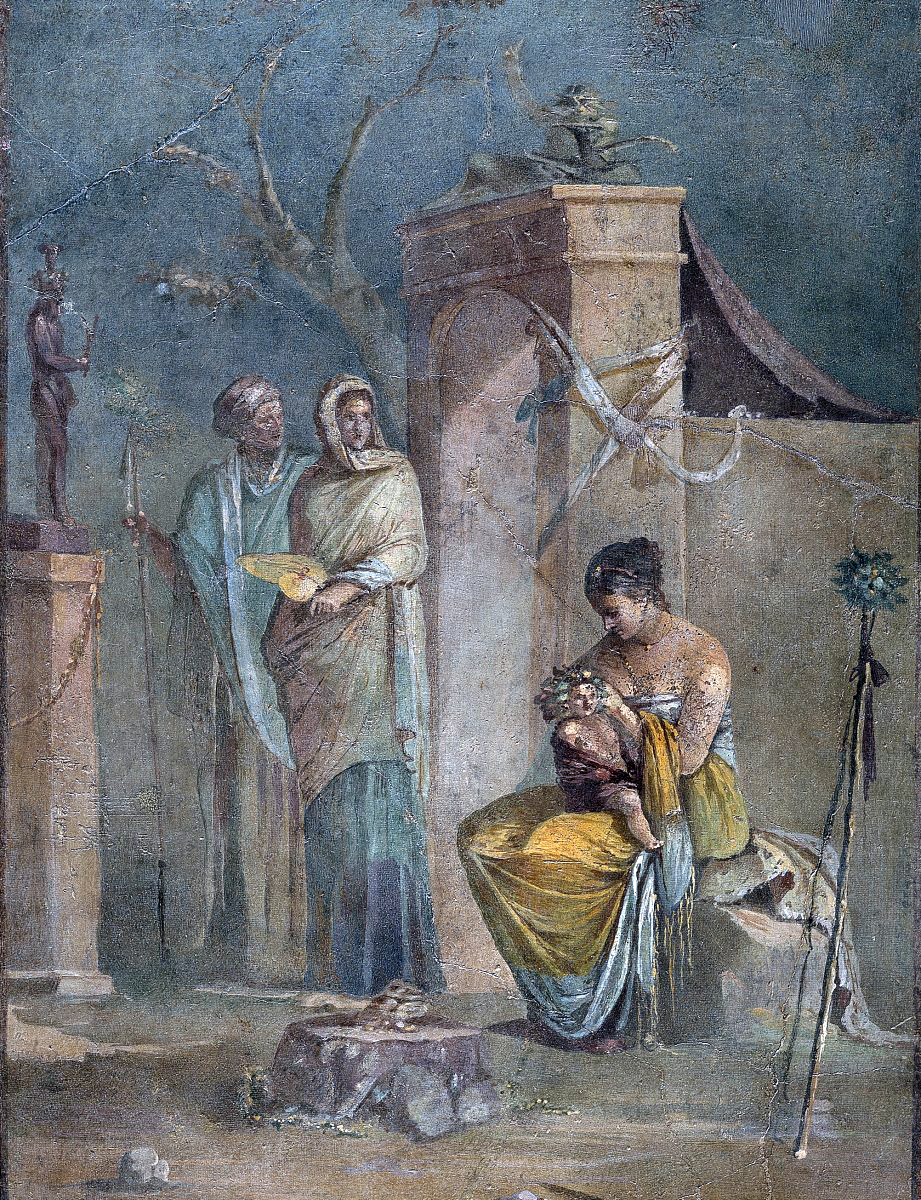
Воспитание Диониса. Фреска, Национальный музей Рима, около 20 г. н. э.

У мифов, где фигурирует Семела, вторая мать Диониса, есть продолжение о воспитании бога.
Чтобы обезопасить своего сына от гнева Геры, Зевс отдал Диониса на воспитание сестре Семелы Ино и её супругу Афаманту, царю Орхомена, где юного бога стали воспитывать как девочку, чтобы Гера не нашла его. Но это не помогло. Супруга Зевса наслала на Афаманта безумие, в припадке которого Афамант убил своего сына, пытался убить Диониса, и из-за которого Ино со вторым сыном пришлось броситься в море, где их приняли нереиды.
Затем Зевс превратил Диониса в козлёнка, а Гермес отнес его к нимфам в Нису (которой приписывали самые разные местоположения). Нимфы спрятали его от Геры, закрыв колыбель ветками плюща. Воспитан в пещере на Нисе. После гибели первых воспитателей, Дионис был отдан на воспитание нимфам Нисейской долины. Там наставник юного бога Силен открыл Дионису тайны природы и научил изготовлению вина.
В награду за воспитание сына, Зевс перенёс нимф на небо, так появились, согласно мифу, на небе Гиады, скопления звёзд в созвездии Тельца рядом со звездой Альдебаран.

### Дионис и безумие
Когда Гера вселила в него безумие, он покинул воспитывавших его Ореад и бродил по землям Египта и Сирии. Согласно мифам, Дионис путешествовал по Египту, Индии, Малой Азии, пересёк Геллеспонт, попал во Фракию, а оттуда добрался до родных Фив в Греции. Куда бы ни приходил этот бог, он всюду учил людей выращивать виноград, но ему сопутствовали безумие и насилие. Согласно одним мифам, Диониса свела с ума ненавидящая его Гера (Гера — супруга Зевса, а Дионис внебрачный сын громовержца), он даже совершал убийства, будучи взбешён. По другим же версиям, он сам сводил с ума тех, кто отвергал его и не признавал в нём бога.
Так, по одной из версий мифа, царь Ликург, отвергший Диониса, убил в приступе безумия топором своего сына, убеждённый, что срубает виноградную лозу Диониса. С ума сошли и дочери Миния, царя Пенфея растерзали обезумевшие вакханки. Сама мать несчастного, Агава, была среди этих женщин: она укрепила окровавленную голову сына на тирс, убеждённая, что это голова львёнка.
В Аргосе Дионис поверг женщин в безумие. Они бежали в горы с грудными младенцами на руках и стали пожирать их мясо.

### Индийский поход

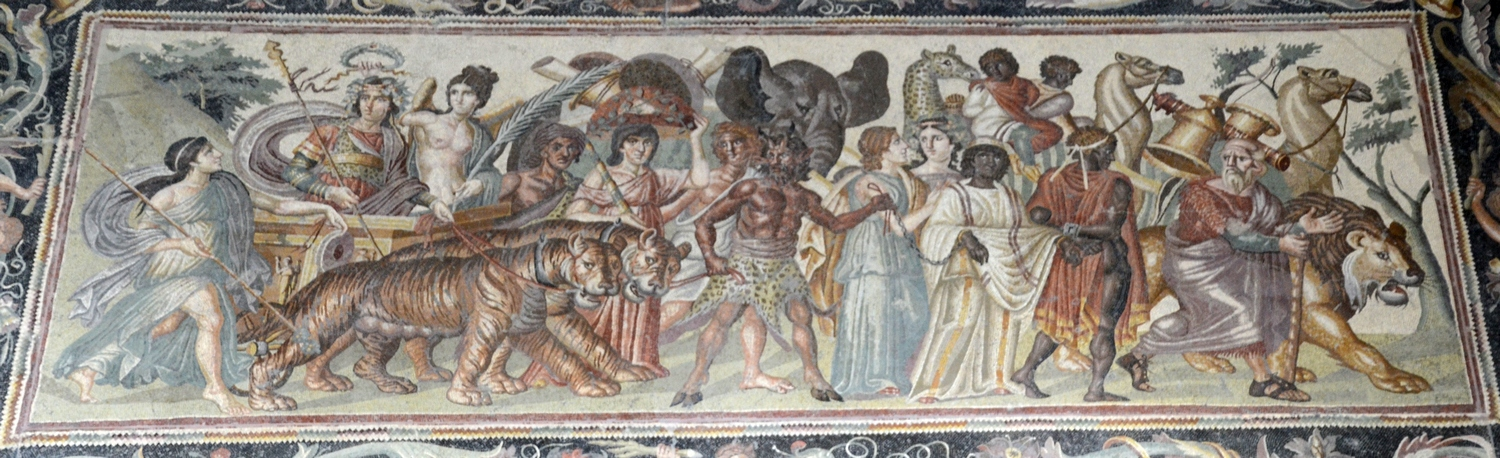
Завоевание Индии Дионисом, мозаика в археологическом музее Сетифа, 200—300 гг. н. э.

Отправился в поход против Индии и вернулся через три года, поэтому ему приносят «трёхлетние жертвы» и совершают раз в 3 года вакхические празднества. Первым навёл мост через Евфрат у города Зевгма, где хранился канат из лоз винограда и плюща. О почитании Диониса в Индии рассказывал Мегасфен. По некоторым данным, во время войны в Индии он был убит Персеем и погребён.

### Сошествие в Царство Мёртвых
Дионис спустился в Царство Мёртвых через болото Алкионию, а спуск ему показал Полимн. Из Царства Мёртвых он вывел свою мать Семелу, ставшую богиней Фионой.

### Плен у Тирренских пиратов
Во время плавания Диониса на триере с Икарии на Наксос его похитили тирренские пираты (среди которых были Алкимедонт и Акет), которых он по неосторожности нанял.
Но они проплыли мимо Наксоса, заковали Диониса в цепи и взяли курс на Азию, желая продать его в рабство. Однако оковы сами упали с рук Диониса, а мачты и весла Дионис превратил в змей, наполнив корабль ветвями виноградных лоз и плюща и пением флейт. Он явился на палубу в образе медведицы и льва. Пираты от страха попрыгали в море и превратились в дельфинов.

### Брак с Ариадной
Ариадна — дочь критского царя Миноса, с помощью нити которой афинский герой Тесей смог выбраться из лабиринта. На острове Наксос, по пути в Афины, герой вероломно бросил девушку. Ариадна была готова покончить с жизнью, но её спас Дионис, он взял её себе в жёны. Из любви к младшему сыну Зевс сделал Ариадну бессмертной богиней.
По другой версии, сам Дионис явился Тесею во сне, когда герой спал на Наксосе, и сообщил, что боги назначили Ариадну ему, Дионису, в жёны. Тесей подчинился воле богов и оставил Ариадну на острове.

### Другие предания
Кроме вина, Дионис изобрёл «пиво».
Дионис и сопровождавшие его женщины впервые издали клич «Эвое» на горе в Мессении, которую назвали Ева.
Диониса почитали арабы. Когда бог бежал в Египет, превратился в козла.
Отправился в поход против гигантов вместе с Гефестом и сатирами на ослах, ослы, почуяв гигантов, заревели, и те убежали. За это Ослы помещены на небо.
По Еврипиду, Зевс сделал призрак Диониса из эфира и отдал его Гере.

## Эпитеты Диониса
- Амфиет. Эпитет Диониса, которому справлялись празднества ежегодно. Ему посвящён LIII орфический гимн.
- Анфий (Анфин, Антий). Эпитет Диониса[33].
- Апатурий. Имя Диониса[34].
- Бассаре́й[англ.] (др.-греч. βασσαρεύς, от βασσαρίς, «лисица») — по названию ритуальных одеяний Диониса и менад, сшитых из лисьих шкур. Имя Диониса во Фракии. Ему посвящён XLV орфический гимн.
- Бромий («Шумный»). Эпитет Диониса[35]. Так как при его рождении гремел гром (бром)[36]. См. Нонн. Деяния Диониса V 560. В Дервенийском папирусе самостоятельная фигура.
- Вакхий (Вакх / Бакхий)[37]. Одно из имён Диониса[38]. Происходит от др.-греч. Βάκχος «Вакх», далее — из неустановленной формы. Его сопровождают вакханки[36]. Статуя работы Праксителя в Афинах[39]. Статуя в Коринфе[40]. Также эпитет Аполлона[41].
- Дендрит («Древесный»). Эпитет Диониса[42].
- Дигон (греч. δίγονος, «дважды рождённый»);
- Диме́тор (греч. διμήτωρ, «имеющий двух матерей»);
- Дифирамб. Имя Диониса[43]. Объясняется как «двувратный»[44].
- Еван (Эван). Эпитет Диониса[45].
- Евбулей. («Благосоветный»). Эпитет Диониса[46]. Отождествляется с Дионисом и Протогоном[47]. У орфиков отождествлялся с Дионисом, сыном Зевса и Персефоны[48]. Упоминается на орфических золотых пластинках из погребений[49].
- Э́вий («Шумный»; др.-греч. Βρόμιος Εὔιος), от др.-греч. εὖα, призывного возгласа (Эвий / Эвой /Эвгий / Euhius) «ликующий». Эпитет Диониса[50].
- Загрей.
- Иакх (др.-греч. Ἴακχος, «вопль, призыв»); (Якх)[51] Эпитет Диониса[52], именуется «двуприродным»[53]. Имя Диониса и демона-предводителя мистерий Деметры[54]. Растерзан[55]. С ним связаны деревянные решёта — мистические веялки[56]. Находился «под подолом Баубо», она показала его Деметре[57].
- Ией. Имя Диониса[58].
- Иинкс. Диониса называли Иинксом[59].
- Иовакх. Эпитет Диониса[60].
- Ирафиот (Эйрафиот). Эпитет Диониса, вшитого в бедро Зевса[61].
- Исодет («Равномерно разделяющий»). Эпитет Диониса[62].
- Кисс («Плющ»). Эпитет Диониса в деме Ахарны[63].
- Леней. Эпитет Диониса[64]. Поскольку виноград давят в бочке (ленос)[36]. Ему посвящён L орфический гимн.
- Ликнит. Эпитет Диониса, в связи с первыми плодами урожая[65]. Его праздник в Дельфах, где он был погребён после убиения его титанами[66]. От слова «ликнон» — корзинка в вакхических процессиях[67].
- Лисий. (Лисей) («Освободитель»). Эпитет Диониса[68], статуя в Коринфе[40]. Ему посвящён L орфический гимн.
- Лиэй (Лией; Лиэос[69]; Lyaeus). Эпитет Диониса[70] (Вергилий, Нонн). Преимущественно встречается у поэтов и указывает на то, что Дионис был освободителем от забот и подателем радости (Lyaeus, laetitiae dator)[69].
- Мельпомен. (Ведущий хороводы/Поющий). Эпитет Диониса[71].
- Мефимней. Эпитет Диониса[58].
- Мейлихий[72]. Эпитет Диониса на Наксосе, в благодарность за подаренные им смоквы[73].
- Никтелий («Ночной»). Эпитет Диониса[74].
- Нисей (Νύσαῖος) — имя от Нисы, где его воспитали[75][76].
- Ойнос («Вино»). Эпитет Диониса[77].
- Омест («Сыроядец»). Эпитет Диониса[78].
- Омфакит. Имя Диониса[79].
- Орфос (Ортос; «Прямой»). Эпитет Диониса, связанный с его фаллосом. Его жертвенник в святилище Ор[80].
- Перикионий. «окружённый колоннами». Эпитет Диониса, наславшего землетрясение на дворец Кадма, где царствовал Пенфей[81].
- Пробласт. Эпитет Диониса[82].
- Протригеон. Имя Диониса[79].
- Стафилит. Имя Диониса[79].
- Таврофагос (др.-греч. Ταυροφάγος)[83].
- Тригон (др.-греч. Τρίγονος). Эпитет Диониса[84]. Орфические гимны 30,2.
- Триетерик. («Трёхлетний»). Эпитет Диониса в XLV и LII орфическом гимне.
- Феойний. Эпитет Диониса[85].
- Фионей (Тионей). Имя Диониса[86].
- Флион (Флей). Имя Диониса[87].
- Фриамб (Триамб). Эпитет Диониса. Поскольку справил первый триумф при возвращении из индийского похода[88]. Впервые у Пратина (фр.1, 16 Бергк) (рубеж VI—V вв. до н. э.)[89].
- Хиропсал. «Поглаживающий женские прелести». Эпитет Диониса, чтился в Сикионе[90].
- Хорей. «Плясовой». Эпитет Диониса[91].
- Хрисопатор. Эпитет Диониса[92].
- Эгобол («Поражающий коз»). Эпитет Диониса, храм в Потниях[93].
- Элевферий[94], то есть Элевферский — по названию города Элевфер в Беотии, неподалёку от границ с Аттикой, откуда, предположительно, культ Диониса получил распространение в Аттике[95].
- Элелей. Эпитет Диониса[45].
- Эрибой. Эпитет Диониса[96].
- Эсимнет («Владыка»). Эпитет Диониса. Находился в ларце, сделанном Гефестом и данном от Зевса Дардану. После взятия Трои доставлен в Ахайю, где хранился в Патрах[97].

## Персонажи, связанные с Дионисом

### Возлюбленные Диониса
- Ариадна.
- Авра.
- Бероя.
- Афродита.
- Лаон.
- Эригона (дочь Икария).
- Ампел

### Потомство
- Гермес Хтоний. От Афродиты (версия).
- Гименей. От Афродиты (версия).
- Деянира. От Алфеи (версия).
- Дидимы (Иовакх — один из них). От Авры.
- Ком (Комус).
- Марон. (версия)
- Наркей. От Фискои.
- Приап. От Афродиты, или Хионы, или нимфы.
- Сатир и Телета. От Никеи.
- Фионей.
- Флиант. От Арефиреи, или Хтонофилы, или Ариадны.
- Фоант, Фан (аргонавт), Стафил, Энопион и Пепареф, также Евримедонт и Энией. От Ариадны.
- Хариты. От Корониды или Афродиты (версия).

Ок. 20 имён.

### Побеждённые Дионисом
- Алпос.
- Аск (великан). Пленил Диониса, побеждён Гермесом.
- Еврит (гигант).
- Ликург (сын Дрианта). В него Дионис вселил безумие.
- Оронт.
- Пенфей. Растерзан вакханками.
- Рет (гигант).
- Сифон, царь во Фракии.
- Тирренские пираты.

### Спутники Диониса
- Бассариды.
- Вакханки.
- Гиады.
- Корибанты.
- Мелии.
- Менады.
- Мималлоны.
- Сатиры.
- Титиры.
- Триетериды. Спутницы Диониса[98]. Праздник Триетерид учреждён пятым Дионисом[3].
- Фиады.
- Акрат. Спутник Диониса, демон несмешанного вина[99].
- Акратопот. Божок винопития, почитаемый в Мунихии[100].
- Коринт. Сын Мистиды[101].
- Мефа. Жена Стафила[102]. Богиня опьянения в Элиде, в храме Силена[103]. Картина с её изображением в Эпидавре[104]. Подаёт Силену вино в кубке[105].
- Мистида. Одна из кормилиц Диониса[106].
- Овиста. Ошибочное написание имени Стафил[107].
- Фалес (Фалет). Божество, спутник Диониса[108]. Ему приносят жертвы киллены[109].
- Фасилия (Фасилейя). Спутница Меты[110].
- Фиса. Дочь Диониса, с которой он веселится на Иде[111].

См. также:
- Автоноя.
- Агава.
- Дирка.
- Ино.

Предметы, связанные с Дионисом:
- Вакхеи[англ.]. Ветви на элевсинских мистериях.
- Небрида. По одному из рассказов, Деметра в Аттике одарила семейство Небридов кожей молодого оленя[112].
- Тирс.

## Аспекты Диониса
С этим божеством традиционно связывают виноград и вино, деревья, хлеб. Но, по всей видимости, эти более поздние атрибуты вторичны. Главным же символом Диониса, как, прежде всего, бога производящей силы, был бык. Вакханки пели:

О, гряди, Дионис благой,
В храм Элеи,
В храм святой,
О, гряди в кругу хариты,
Бешено ярый,
С бычьей ногой,
Добрый бык,
Добрый бык!

### Дионис-бык
Диониса часто изображали как быка или человека с рогами (Дионис Загрей). Так было, например, в городе Кизике, во Фригии. Имеются и античные изображения Диониса в этой ипостаси, так, на одной из дошедших до нас статуэток он представлен одетым в бычью шкуру, голова, рога и копыта которой закинуты назад. На другой он изображён ребёнком с бычьей головой и венком из виноградных гроздьев вокруг тела. К богу применялись такие эпитеты, как «рождённый коровой», «бык», «быковидный», «быколикий», «быколобый», «быкорогий», «рогоносящий», «двурогий». Согласно мифу, Диониса убили титаны, когда тот принял образ быка, поэтому критяне, разыгрывая страсти и смерть Диониса, зубами разрывали на части живого быка.
Видимо, из-за этой символической связи появилось убеждение, что именно Дионис первым запряг быков в плуг. До этого же времени, согласно преданию, люди тащили плуг вручную.
Принимал Дионис и облик козла. В Афинах и в арголитском городе Гермигоне существовал культ Диониса, «носящего шкуру чёрного козла». А в мифе о воспитании Диониса у Ино Зевс превратил юного бога в козлёнка (иногда упоминают барашка), чтобы спасти от ярости Геры. На связь с козлом, равно как и на связь с производящей силой и природой, указывают неизменные спутники Диониса — сатиры.
Помимо быка как основного животного, символически связанного с Дионисом, в мифах в связи с этим богом фигурируют хищные кошки вроде гепардов и львов, медведи, а также змеи.

Когда же приспел ему срок,
Рогоносного бога родил он [Зевс],
Из змей венок ему сделал,
И с той поры этой дикой добычей
Обвивает менада чело.
— Еврипид, «Вакханки»

### Дионис — бог растений
Видимо через свою связь с производящей силой, Дионис был отождествлён с растениями, особенно виноградом, как сырьём для вина, и деревьями. Почти все греки приносили жертвы Дионису Древесному. Одним из прозвищ, которое дали беотийцы богу, было имя Дионис-в-Дереве. Этот бог часто изображался в виде столба в плаще, лицом которому служила бородатая маска с лиственными побегами. Этот бог был покровителем деревьев, особенно культурных. Он был в особом почёте у садоводов, которые воздвигали ему в своих садах статуи в виде пней, к нему возносили молитвы об ускорении роста деревьев, его называли Изобильным, Раскрывающимся и Цветущим. Из всех деревьев богу особо посвящались сосна и фиговое дерево, а из растений, кроме виноградной лозы, — плющ.
Интересно, что, как и другие боги растений иных культур, Дионис являлся умирающим и воскресающим богом, что даже наталкивало некоторых исследователей на мысль, будто Дионис — замаскированный Осирис, культ которого заимствован в Египте. Более того, как и Осирис, Вакх имел отношение к смерти и царству мёртвых. Его матерью была Персефона, правительница Аида, он бог, которого растерзали титаны, но который возродился, он играл определённую роль в элевсинских мистериях (культ Деметры, который был так же связан с таинством смерти и возрождения), наконец, он, согласно мифу, спускался в Аид, откуда вывел свою смертную мать, Семелу, и правителю которого подарил мирт, что указывает на символическую связь Гадеса и Диониса.

### Дионис-младенец и предвечные воды
В книге В. Ф. Отто о Дионисе есть глава, посвящённая связи этого божества с морской стихией и водой. В «Илиаде» говорится о море как о месте обитания Диониса, где он находится под опекой Фетиды. В лаконийском варианте мифологемы говорится, что малыш Дионис пристал к берегу в сундуке вместе со своей мёртвой матерью, опекунша Диониса, Ино, стала морским божеством, после того как, гонимая обезумевшим мужем, прыгнула в морскую пучину. Аргивяне каждый год отмечали возвращение Диониса из царства мёртвых, куда он спустился за своей матерью, около Алкинского озера, которое, по преданию, и служило богу вратами в Аид. Из воды же призывают восстать Диониса на Лерне, называя его Πελάγιος («он из моря»), Λιμναΐος («он из озера») и Λιμναγένης («рождённый озером»). И образ ребёнка, в котором часто изображали бога, и связь с водой указывают на состояние «ещё неотделённости» Диониса от небытия.
На последнее состояние бога указывают и его гермафродические, двуполые черты. Диониса часто изображают с округлыми чертами, «женоподобным». В мифе о его воспитании Дионис был переодет в девочку; он всё время окружён женщинами, начиная от воспитательниц нимф (ещё одна связь с водой), и заканчивая его постоянными спутницами, поклоняющимися ему менадами и вакханками, названными так в соответствии с его вторым именем.

## Дионисизм. Культ Диониса

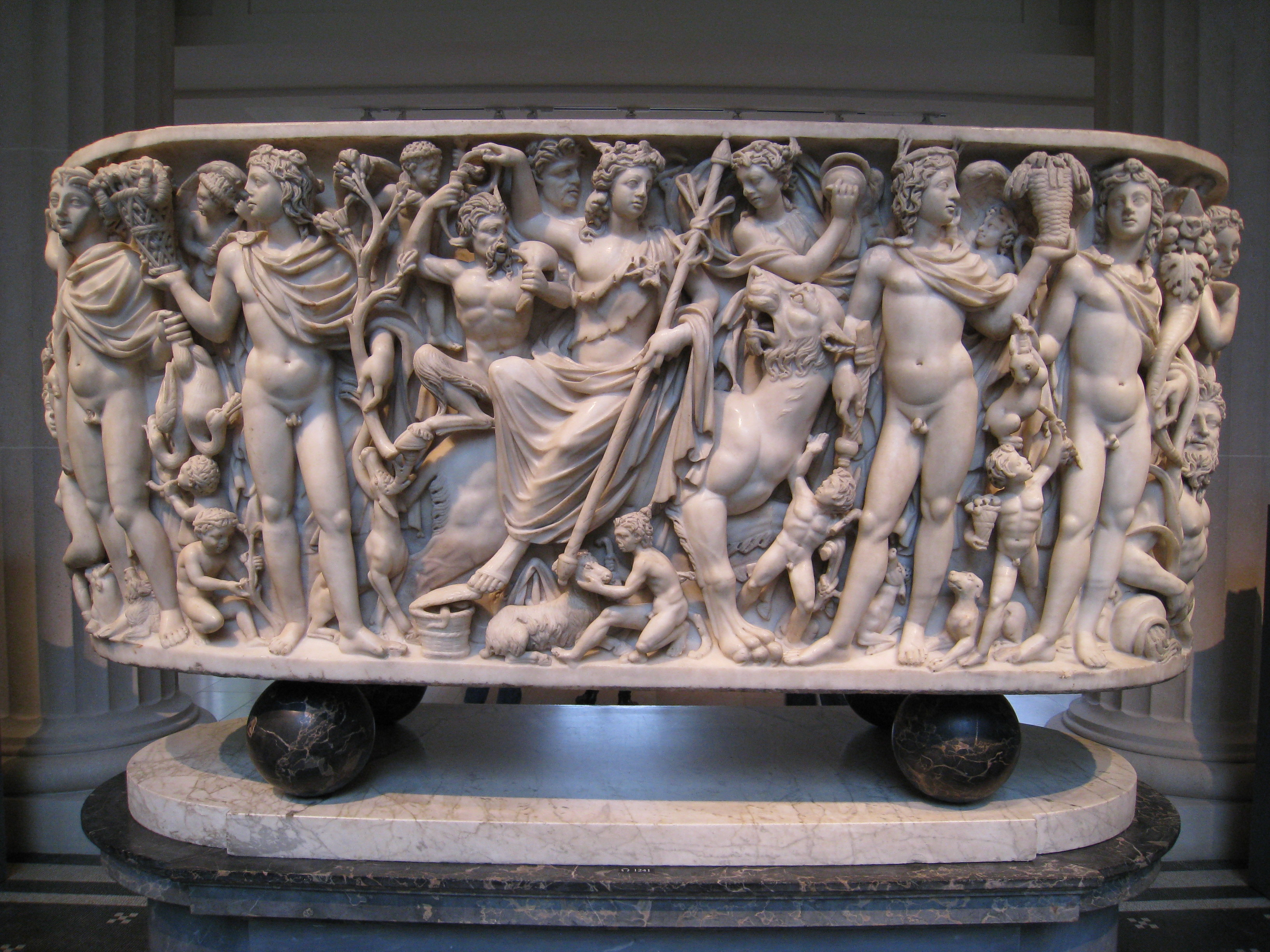
Изображение на мраморном саркофаге, возможно означающее что покойный был инициирован в мистерии Диониса

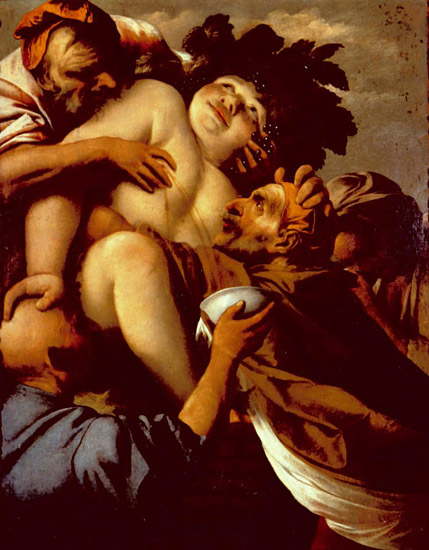
Пьетро Делла «Бахус среди 4-х пожилых мужчин» (1626—1678)

Заповеди Аполлона гласили: «Знай меру», «Соблюдай границы» и «Укрощай свой дух». Это могло являться напоминанием греков о мере и соблюдении границ, признаком некого страха перед самими собой, перед демоническим началом человеческой природы, которую вскрыл культ Диониса. «Религия Диониса прежде казалась настолько необъяснимой и чуждой „гомеровской“ традиции, что эту главу в духовной истории греков предпочитали замалчивать или умалять её значение. Если вера в Олимп шла по пути очеловечевания богов, то здесь, напротив, основной чертой было „расчеловечение“ самих людей», — говорит Александр Мень: «Дионисизм показал, что под покровом здравого смысла и упорядоченной гражданской религии клокотало пламя, готовое в любой момент вырваться наружу».
Грецию захлестнула волна культа безрассудности, в котором отступали все правила, нарушались запреты, в котором больше не было города с его законами, а было лишь экстатическое единение с мирозданием: небо и земля, звери и люди, жизнь и смерть, боль и наслаждение.

Утверждать Дионисийское начало — значит признавать и понимать ту роль, которую играет в жизни боль и смерть, приветствовать весь спектр ощущений от жизни до смерти, от боли до экстаза, включая травматический опыт (Том Мур из книги «Puer Papers»).

Дионисизм означает освобождение беспредельного влечения, взрыв необузданной динамики животной и божественной природы; поэтому в дионисийском хоре человек появляется в образе сатира, сверху — бог, снизу — козёл (Юнг К. Г. Психологические типы.)

Празднества в честь Диониса — врумалии или вакханалии, т. н. оргии, чем-то схожи по описанию с шабашем ведьм: во время празднеств рекой текло вино, возбуждающее все чувства человека, бодрящее, раскрепощающее, звучала ритмичная музыка, танцовщики исполняли танцы, которые вкупе с экзальтацией всех чувств и удивительной музыкой доводили участников до состояния эйфории и экстаза, граничащего с безумием. Особенно в этом смысле выделялись женщины, т. н. менады (от греческого «Мена» — Луна, небесный патрон дионисийского культа), или вакханки, получившие своё прозвище от второго имени бога (отсюда же возникло понятие «вакханалия»), которые по некоторым свидетельствам в порыве священного безумия могли голыми руками растерзать стадо быков. «Демонические силы, таящиеся в человеке, легко овладевают им, когда он бросается в водоворот экзальтации. Упоение бытием у поклонников Диониса нередко выливалось в упоение кровью и разрушением. Бывали случаи, когда женщины тащили в лес младенцев и там, носясь по горам, рвали их на куски или швыряли о камни. В их руках появлялась тогда сверхъестественная сила», — говорит Мень.

Они несут повсюду разрушенье:

Я видел, как они, детей похитив,

Их на плечах несли, не подвязавши,

И на землю не падали малютки.

Все, что хотели, на руки они

Могли поднять: ни меди, ни железа

Им тяжесть не противилась

(Еврипид, «Вакханки»)

Дионисизм проповедовал слияние с природой, в котором человек всецело ей отдаётся. Когда пляска среди лесов и долин под звуки музыки приводила вакханта в состояние исступления, он купался в волнах космического восторга, его сердце билось в лад с целым миром. Тогда упоительным казался весь мир с его добром и злом, красотой и уродством.
<…>
Все, что видит, слышит, осязает и обоняет человек,— проявления Диониса. Он разлит повсюду. Запах бойни и сонного пруда, ледяные ветры и обессиливающий зной, нежные цветы и отвратительный паук — во всем заключено божественное. Разум не может смириться с этим, он осуждает и одобряет, сортирует и выбирает. Но чего стоят его суждения, когда «священное безумие Вакха», вызванное опьяняющим танцем под голубым небом или ночью при свете звезд и огней, примиряет со всем! Исчезает различие между жизнью и смертью. Человек уже не чувствует себя оторванным от Вселенной, он отождествился с ней и значит — с Дионисом.
(Мень А. История религии.)

В конце концов, дионисизм завоевал всю Грецию к VIII—VII вв. до н. э. Но культ, ставивший целью облегчить душу от всего бренного, доказать бессмертие души, всё больше превращался в безумствующие оргии, а также разудалый разгул страстей с разжиганием инстинктов. Чтобы приостановить эту волну, празднества Диониса было разрешено проводить только на Парнасе раз в два года (в так называемых «триетеридах»). В остальной же Греции празднества Вакха были приурочены к праздникам земледельцев и садоводов, от безумного исступления остались лишь игры ряженых, а кровавые жертвы были заменены подношением богу плодов. Властями Рима в 186 году до н. э. по всей Италии была проведена масштабная репрессивная кампания против участников вакханалий.
По-видимому, это укрощение первобытного дионисизма вызвало новую его волну, перешедшую из той же Фракии, но на этот раз дионисизм был укрощён рациональным, упорядочивающим аполлоническим началом. Всё это вылилось в т. н. орфический культ или орфизм, названного в честь легендарного пророка Диониса Орфея.
Особенно почитание Диониса возросло в эпоху эллинизма.
Из религиозно-культовых обрядов, посвящённых Дионису, возникла древнегреческая трагедия.

## В литературе и искусстве

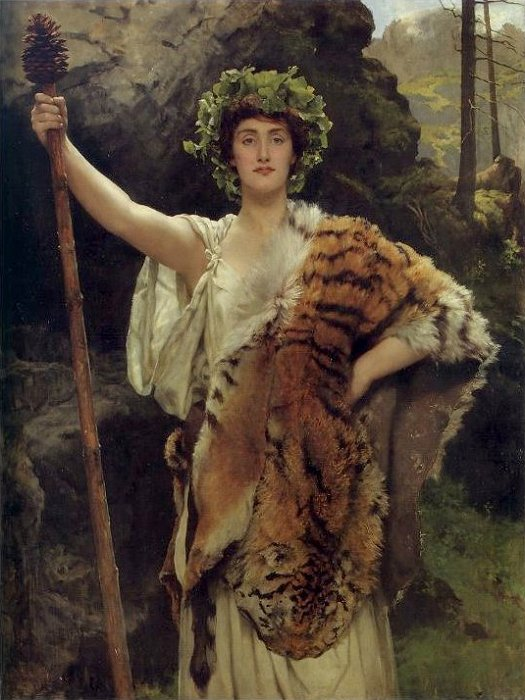
Джон Кольер «Жрица Бахуса» (1885—1889)

- Дионису посвящены XXVI и XXXIV гимны Гомера.

Дионис — действующее лицо трагедии Эсхила «Эдоняне», трагедии Еврипида «Вакханки», комедий Аристофана «Лягушки» и «Дионис, потерпевший кораблекрушение».
Сатировские драмы: Эсхила — «Кормилицы Диониса» (фр. 246в, Радт), Софокла — «Младенец Дионис» (фр. 171—172, Радт).
Трагедия Херемона «Дионис».
- На картине Ктесилоха «Зевс, рожающий Диониса», был изображён в митре и по-женски стонущим в окружении богинь[117].
- Появляется под именем Вакха (Bacchcus) в опере Рихарда Штрауса «Ариадна на Наксосе» (1912/1916).
- Четвёртая из «Шести метаморфоз по Овидию» Бенджамина Бриттена для гобоя соло (1951) посвящена Дионису.